# ソン・ユリ
ソン・ユリ（成 宥利、1981年3月3日 - ）は韓国の女性アイドル、歌手、俳優。女性4人組歌手グループ・ピンクル（Fin.K.L.）のメンバーであるが、近年は女優としての活動が目立つ。

## 人物・性格
- 168cm、44kg、O型。
- 慶煕大学校演劇映画学科卒業。
- 趣味は、音楽鑑賞・寝ること・CD収集。
- 父のソン・ジョンヒョン（성종현；成鍾鉉）は1947年全羅南道羅州生まれの神学者。[1]エバーハルト・カール大学テュービンゲンで新約学を専攻。[2]長老会神学大学神学元教授。元韓国新約学会会長。[3]元看護士の母とドイツのテュービンゲンで出会い、結婚し、現地で一男一女を儲ける。ソン・ユリは4歳になるまでをドイツで過ごす。[4]
- 兄のソン・セイン（성세인）成均館大学医学部出身。大学修学能力検定試験で上位0.1%の成績を獲得。サムスンソウル病院勤務。小児青少年科教授。[5][6][7]
- 特技はピアノ演奏。
- 中学生の頃の最大の夢は、ロックミュージシャンのソ・テジと結婚することだった。
- 人気アイドルグループ神話のメンバー、キム・ドンワンに一度デートしてみたい女性として名前を挙げられた。彼女自身がデートしてみたい男性芸能人は、リュ・シウォン。
- 理想のタイプは韓国のミュージシャンPSY(サイ)。
- 敬虔なクリスチャンの家庭に育ち、今でも祈祷は欠かさない。
- 自身の公式サイトで、子供の頃の写真を公開し、ナチュラルビューティであることをアピールした。

## 私生活
- 小学校時代、俳優のチョ・インソンと同級生だった。
- 2017年にプロゴルファーのアン・ソンヒョン（2014年よりゴルフ国家代表常備軍のコーチを兼任）と結婚した。結婚式は家庭礼拝で行った。[8]
- 2020年11月28日、自身の名前を冠した化粧品ブランド「URIID（유리드）」がローンチした。[9]
- 2021年7月16日、自身のInstagramで第一子・第二子となる双子を懐妊したことを報告した。[10]
- 2022年1月7日、ソウルで双子の女児を出産。[11]

## 来歴
1998年にピンクル（Fin.K.L.）としてデビューし、一躍人気者に。メンバーの中では一番年下で、メンバーの妹的な存在。
ピンクル（Fin.K.L.）活動休止後、他のメンバーが歌手活動に専念する中、女優としての活動に重点を置いている。2002年の『バッドガールズ』でドラマデビューし、同年のMBCと国防広報院が共同製作した4部作ドラマ『互角の勝負』では主役に抜擢され、軍隊の女性少尉を演じた。
2003年に放送されたSBSドラマ『千年の愛』では、現代にタイムスリップしてきた百済の姫を演じ、ドラマの中での彼女のお姫様言葉が若者の間で流行した。

## 出演作品

### ドラマ
- 「バッドガールズ」(나쁜 여자들)(2002年、SBS)
- 「互角の勝負」(막상막하》)(2002年、MBC)
- 「千年の愛」(천년지애)(2003年、SBS)
- 「いつか楽園で！」(황태자의 첫사랑)(2004年、MBC)
- 「ある素敵な日」(어느 멋진 날)(2006年、MBC)
- 「雪の女王」(눈의 여왕)(2006年、KBS)
- 「快刀 ホン・ギルドン」(쾌도 홍길동)(2008年、KBS)
- 「太陽をのみ込め」(태양을 삼켜라)(2009年、SBS)
- 「ロマンスタウン」(로맨스 타운)(2011年、KBS)
- 「神々の晩餐」(신들의 만찬)(2012年、MBC)
- 「私の10年の秘密」(출생의 비밀)(2013年、SBS)
- 「モンスター」（2016年、MBC）

### テレビ番組
- 「ソン・ユリのLaunch my life」(2011年10月22日～11月12日 ケーブルチャンネル・オンスタイル)
- 「ヒーリングキャンプ～楽しいじゃないか～」（2013年8月19日〜2015年7月20日[12]　　SBS）
- 「別れもリコールできますか？」（2022年7月～、KBS）

### 映画
- 「緊急措置19号」（2002年）
- 「私の彼氏のロマンス」（2004年）
- 「ウサギとリザード(토끼와 리저드)」（2009年）
- 「チャ刑事」（2012年）
- 「姉さん」（2013年）
- 「ごめん、愛してる、ありがとう（미안해 사랑해 고마워）」（2015年）

## 音楽作品
※Fin.K.L.として発表された音楽作品についてはFin.K.L.の項目を参照。
- 「恋人宣言(연인선언)」Timとのデュエット曲（2010年）
- 「一人(한 사람)」・「Forever」ソン・ユリのLaunch my life 挿入歌（2011年）

## 受賞歴
- 2003年 SBS演技大賞 特別企画演技賞/10大スター賞(「千年の愛」)
- 2006年 KBS演技大賞 人気賞/ベストカップル賞(「雪の女王」)
- 2008年 百想芸術大賞 人気賞
- 2008年 KBS演技大賞 人気賞/ベストカップル賞(「快刀 ホン・ギルドン」)
- 2012年 MBC演技大賞 最優秀演技賞 特別企画部門(「神々の晩餐」)
- 2013年 SBS演技大賞 優秀演技賞 ミニシリーズ部門（「出生の秘密」）
- 2016年 大韓民国SNS産業大賞  韓国情報化振興院長賞[13]
- 2017年 第51回納税者の日 大統領表彰[14]

## 広告

### 1998年-1999年
| 年度   | 企業名                          | 商品名                                  | CM                |
| ------ | ------------------------------- | --------------------------------------- | ----------------- |
| 1998年 | 三養食品 《삼양식품》           | 三養ラーメン 《삼양라면》               | 記事 （Fin.K.L.） |
| 1999年 | ロッテ七星飲料 《롯데칠성음료》 | 2%不足する時（飲料） 《이프로부족할때》 | CM （Fin.K.L.）   |
| 1999年 | ジェネシス 《제네시스》         | BBQチキン 《비비큐치킨》                | CM （Fin.K.L.）   |

### 2000年-2009年
| 年度          | 企業名                                    | 商品名                                           | CM           |
| ------------- | ----------------------------------------- | ------------------------------------------------ | ------------ |
| 2002年        | CJ第一製糖 《CJ제일제당》                 | Petitzel（ゼリー） 《쁘띠첼》                    | CM           |
| 2003年        | オリオン 《오리온》                       | オット（ケーキ） 《오뜨》                        | CM（神殿編） |
| 2003年        | ヘテ製菓食品 《해태제과식품》             | SelfID（アイスクリーム） 《셀프ID (아이스크림)》 | CM           |
| 2003年~2004年 | Jampangee 《잠뱅이》                      | Jampangee（ジーンズ） 《잠뱅이 (청바지)》        |              |
| 2004年        | in the f 《인디에프》                     | Compagna（女性衣料） 《꼼빠니아 (여성의류)》     |              |
| 2005年        | ハイト眞露 《하이트진로》                 | チャミスル 《참이슬》                            | 記事         |
| 2005年        | Jestina 《제이에스티나》                  | Romanson（時計） 《로만손 (시계)》               |              |
| 2005年~2010年 | SKIN FOOD 《스킨푸드》                    | SKIN FOOD（化粧品） 《스킨푸드 (화장품)》        | CM           |
| 2006年        | 東光インターナショナル 《동광인터내셔날》 | SOUP（女性衣料） 《SOUP (여성의류)》             |              |
| 2006年        | LGカード 《LG카드》                       | LGカード 《LG카드》                              | CM           |
| 2007年        | 東亜大塚 《동아오츠카》                   | Black Bean Thera Tea 《블랙빈테라티》            | CM           |
| 2008年        | TOMMY HILFIGER KOREA 《타미 코리아》      | TOMMY HILFIGER DENIM 《타미 힐피거 데님》        | 記事         |
| 2008年        | AJ                                        | 蓮茶（飲料） 《연꽃씨차 우연》                   |              |
| 2008年~2009年 | シンウォン 《신원》                       | VIKI（女性衣料） 《VIKI (여성의류)》             |              |
| 2008年~2009年 | ADEN 《에이든》                           | ADEN（カジュアル衣料） 《에이든 (캐주얼의류)》   |              |

### 2010年-2019年
| 年度          | 企業名                                                            | 商品名                                                                      | CM                            |
| ------------- | ----------------------------------------------------------------- | --------------------------------------------------------------------------- | ----------------------------- |
| 2011年        | GET USED KOREA 《겟유즈드코리아》                                 | モストピ（女性衣料） 《머스트비 (여성의류)》                                | 記事                          |
| 2011年~2012年 | LG生活健康 《LG생활건강》                                         | LACVERT（化粧品） 《라끄베르 (화장품)》                                     | 記事                          |
| 2012年        | コーロンインダストリー 《코오롱인더스트리》                       | Kolon（鞄） 《쿠론 (가방)》                                                 |                               |
| 2013年        | リシュモン（Richemont） 《리치몬트》                              | Cartier（鞄） 《까르띠에 (가방)》                                           | 記事                          |
| 2013年        | クムガン製靴 《금강제화》                                         | クムガン製靴 《금강제화》                                                   | 記事                          |
| 2013年~2014年 | 世宗グループ 《세정그룹》                                         | ANTHEM（女性衣料） 《앤섬 (여성의류)》                                      | - 2013SS - 2013FW - 2014SS    |
| 2014年        | サムスン火災 《삼성화재》                                         | エニカ（自動車保険） 《애니카 (자동차보험)》                                | - CM（2014/2）                |
| 2014年        | 東西食品 《동서식품》                                             | Post グラノーラ（シリアル） 《포스트 그래놀라 (시리얼)》                    |                               |
| 2014年~2015年 | SISLEY KOREA 《시슬리코리아》                                     | SISLEY BLACK ROUGE（化粧品） 《시슬리 블랙로즈 (화장품)》                   | - CM（2015/4）                |
| 2015年        | バレンタイン 《발렌타인》                                         | Lovecat（鞄、ジュエリー） 《러브캣 (가방), 러브캣 비쥬 (주얼리)》           |                               |
| 2015年~2016年 | 愛敬産業 《애경그룹》                                             | Kerasys（シャンプー） 《케라시스 (샴푸)》                                   | - CM（2015/6）                |
| 2015年~2016年 | GSホームショッピング 《GS홈쇼핑》                                 | So wool（ホームショッピングPB衣料） 《홈쇼핑 PB의류》                       |                               |
| 2015年~2016年 | オンスキン365（現代ホームショッピング） 《온스킨365(현대홈쇼핑)》 | SECRET M （ホームショッピング販売化粧品） 《시크릿엠 (홈쇼핑 판매 화장품)》 |                               |
| 2016年~       | AMORE PACIFIC 《아모레퍼시픽》                                    | LIRICOS（化粧品） 《리리코스》                                              | - CM（2016/3） - CM（2017/9） |
| 2018年~       | SANOFI Aventis Korea 《사노피-아벤티스 코리아》                   | ブスコパン（胃腸薬） 《부스코판》                                           | - CM                          |
| 2018年~       | ファッショングループヒョンジ 《패션그룹형지》                     | CHATELAINE 《샤트렌》                                                       |                               |
| 2019年        | ロッテハイマート 《롯데하이마트》                                 | 家電量販店                                                                  | - CM（2019/8） - CM（2019/9） |
| 2019年        | Blue Moutain Korea 《블루마운틴코리아》                           | 婦人服                                                                      | CM（2019/10）                 |

### 2020年ー
| 年度    | 企業名                                | 商品名                                                   | CM                                     |
| ------- | ------------------------------------- | -------------------------------------------------------- | -------------------------------------- |
| 2020年― | CJ第一製糖 《CJ제일제당》             | ReturnUp（健康食品） 《리턴업》                          | CM（2020/4） CM（2020/6） CM（2020/7） |
| 2020年― | OLIVE MAGAZINE KOREA 《올리브매거진》 |                                                          | 映像（2020/9）                         |
| 2020年― | URIID 《유리드》                      | 化粧品                                                   | - CM（2020/12） - CM（2020/12）        |
| 2021年― | Maeil 《매일》                        | メイルバイオ アロエ（ヨーグルト） 《매일 바이오 알로에》 | - CM①（2021/1） - CM②（2021/1）        |
| 2021年― | LG電子 《CJ전자》                     | LG Objet Collection                                      | - CM（2021/1）                         |
| 2021年― | Radimery 《라디메리》                 | 12000 ハイコラーゲン 《12000 하이콜라겐》                | CM（2021/4）                           |